# Lichtenberg (Utrecht)
Het huis Lichtenberg is een voormalig stadskasteel aan de Oudegracht in Utrecht, nu deel uitmakende van het Stadhuis.
Het huis werd eind 12e eeuw/in de 13e eeuw gebouwd door de familie Van Lichtenberg, destijds een van de machtigste families van Utrecht, naar wie de partij der Lichtenbergers was vernoemd. Deze hoofdlijn van deze familie bestond uit:
1. Dhitgerus de Vlotstale, vermeld als schepen van Utrecht 1196-1227
2. Johannes (Dhitgeri filius) de Vloitstale (ovl. voor 6 december 1246), in 1231 vermeld als raad (consul civitatis)
3. Jacob I van Vlotstale (ovl. na 12 maart 1262), burger van Utrecht, schepen van Utrecht (1246-1260)
4. Jacob II van Lichtenberg (ca. 1247- 1304), burger van Utrecht (1278), sinds 1286 schepen van Utrecht. Aanvoerder van de pro-Hollandse partij in Utrecht, in 1304 vermoord bij straatgevechten. Blijkens het zegel van zijn zoon (1319) behoorde zijn vrouw tot de familie Van Wulven.
5. Jacob III van Lichtenberg (ovl. voor 25 juli 1327), ridder (1305), heer van Rijnauwen, Lichtenberg en Veldhuizen. Raad van Utrecht in 1301, schepen in 1311, 1313, 1316 en 1320. Gehuwd met Mechteld, vermoedelijk een dochter van Hugo Botter van Arkel. Zij zegelde Arkel (2 dubbelgekanteelde dwarsbalken) met een lelie.

Jacob had geen zoon, maar slechts 5 dochters. Van zijn bezittingen kwam Rijnauwen aan zijn oudste dochter Aleid, gehuwd met Jan IV van Renesse. Het stadskasteel Lichtenberg blijkt in 1328 in handen van Jacobs broer Jan van Lichtenberg te zijn gekomen. Deze vocht in 1329 met Zweder van Vianen tegen de stad Utrecht.
Zoals blijkt uit de lijst van Stichtse leenmannen (1382) is het huis Lichtenberg, dat een bisschoppelijk leengoed was, daarna via Jacob, de zoon van Jan van Lichtenberg, overgegaan op Jan V van Renesse, die zich hierna ook wel "van Lichtenberg" noemde : "Item her Johan van Rynesse houdt die husinghe ende hofstede te Liechtenberge, beleghen bynnen Utrecht aen die Plaetse, mit al synen toebehoren also als ’t Jacob van Liechtenberge Jans soen te houden plach, die ’t opgedraghen heeft to siinre behoef".
Jacobs eigen zoon Jan van Lichtenberg werd in 1369 door de graaf van Holland beleend met het stadskasteel Fresenburg, "zoals hij het geërfd had van zijn vader".
Tot Jacob II gebruikte de familie het wapen van Kleef, vanaf Jacob III een rood wapen met drie gouden lelies en een zilveren geschulpte rand. Hij zegelt hiermee in 1305. Zijn broers Jan (vermeld 1309-1332) en Alfer van Lichtenberg (1304-1314) nemen dit wapen over. De nazaten van Jan zegelden met het volle wapen, die van Alfer met toevoeging van een barensteel.
De Lichtenbergers waren rond 1300 in een felle strijd gewikkeld met de familie Frese of De Vries van het stadskasteel Fresenburg, de leiders van de partij der Fresingen. Jacob van Lichtenberg hield bisschop Gwijde van Avesnes gedurende een jaar op het huis Lichtenberg gevangen. Daarna werd hij zelf door Lambrecht Frese gevangengezet op het Huis Fresenburg. Geen van de twee partijen kon uiteindelijk de macht in handen krijgen zonder de hulp van een derde partij: de gilden. De gilden kregen hierdoor een machtige positie in de stad.
Het huis bestond uiteindelijk uit twee delen: Groot Lichtenberg en Klein Lichtenberg.
In 1343 namen de schepenen van Utrecht, die tot die tijd in de handelswijk Stathe aan het Buurkerkhof waren gevestigd, hun intrek in het pand Hasenberg, naast Groot Lichtenberg.
In 1537 verhuisden bovendien de raadsleden, die tot dan toe in het Schoonhuis aan de Massegast tussen Oudegracht en Steenweg waren gevestigd, naar het naast Hasenberg gelegen huis Lichtenberg. Beide huizen waren bereikbaar via een eigen brug over het water van de Oudegracht, de Huidenbrug en de Broodbrug.
Op last van keizer Karel V werden de huizen tussen 1537 en 1547 verbouwd om het hele Utrechtse stadsbestuur onderdak te kunnen bieden. Daarbij werd Hasenberg voorzien van een Renaissancegevel, terwijl Lichtenberg min of meer zijn middeleeuwse uiterlijk behield. In 1547 werden ook de twee bruggen samengevoegd tot de huidige Stadhuisbrug. Een jaar later werd het stadsarchief ondergebracht in Lichtenberg.
In 1826 moesten de huizen Lichtenberg en Hasenberg wijken voor een nieuw gebouw in neoclassicistische stijl, naar ontwerp van stadsarchitect Johannes van Embden.
De oorspronkelijke werfkelder van het huis Lichtenberg is tot op de dag van vandaag bewaard gebleven.
Blankenburg · 
Blijdenstein · 
Clarenburg · 
Compostel · 
Den Ouden Puth · 
Drakenburg ·
Fresenburch · 
Groenewoude ·
Huis Pallaes ·
Keyserrijk ·
Kranestein · 
Lichtenberg ·
Leeuwenberg · 
Lombardenhuis of Het Keijserswapen ·
Oudaen · 
Payenborg · 
Proeysenburch ·  
Putruwiel · 
Rodenburg · 
Schaffenburg · 
Ten Hert of Het Hertenhuis · 
Ten Putten ·
Valckenstein of De Zon